# Variaciones sobre un tema de Paganini

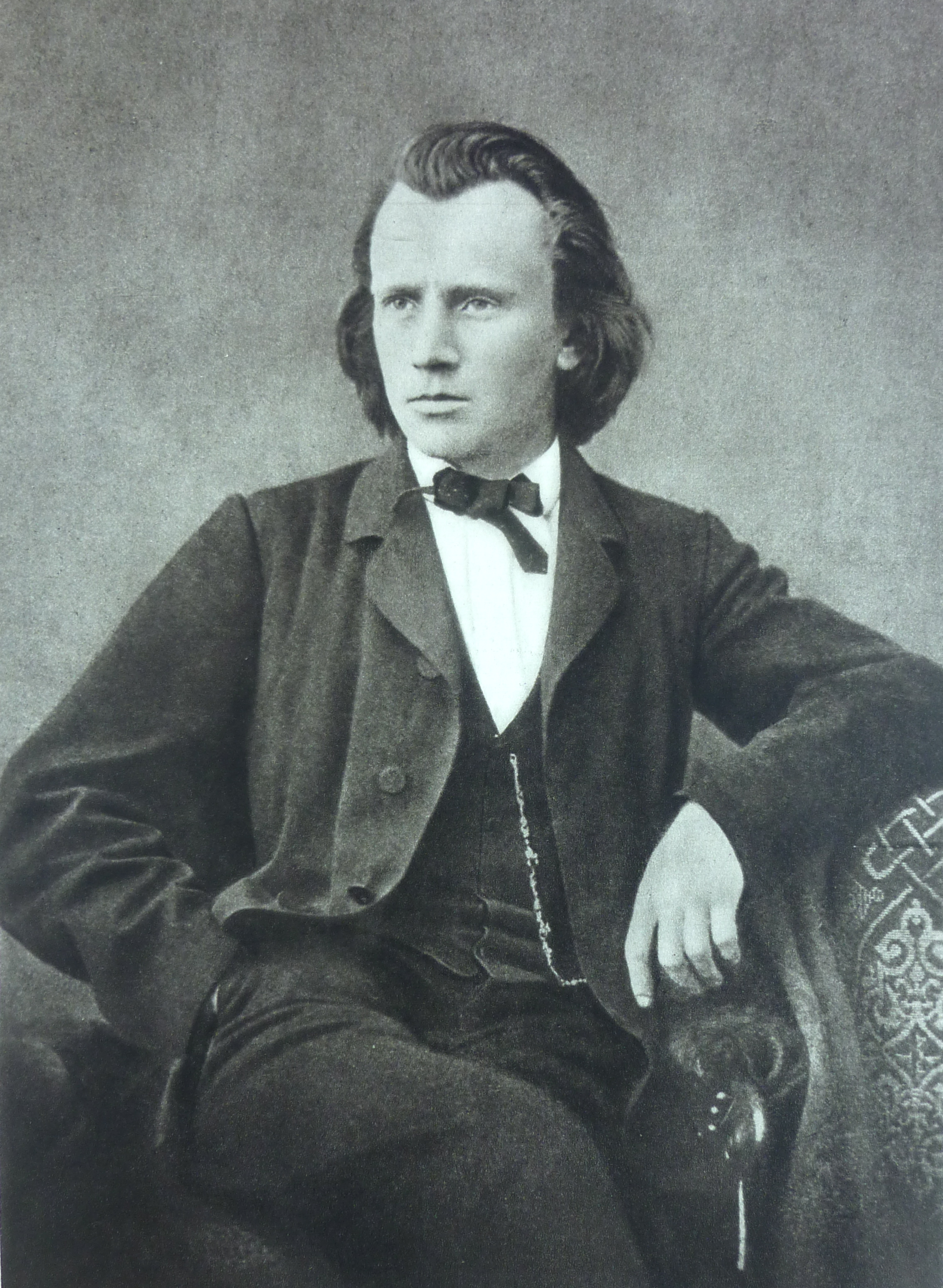
J. Brahms en 1866

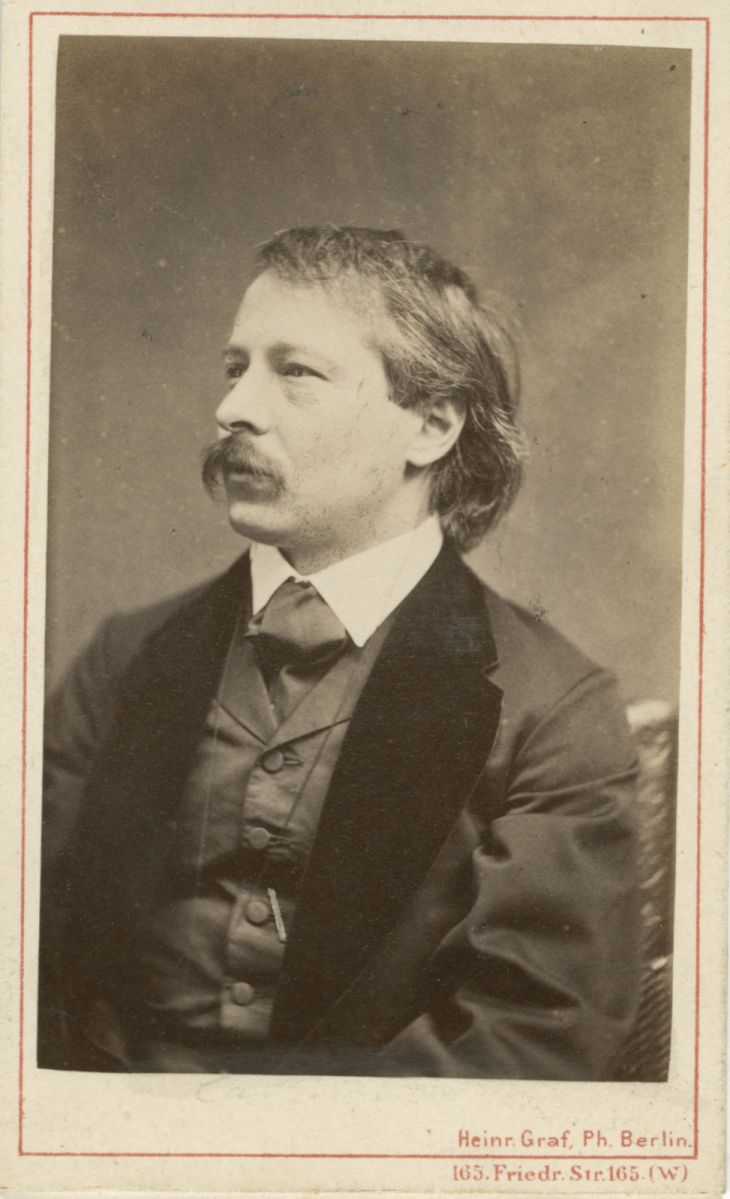
Carl Tansig

Las Variaciones sobre un tema de Paganini, op. 35, es una obra para piano de Johannes Brahms compuesta en 1863. El tema está tomado del Capriccio n.º 24 en la menor de Niccolo Paganini.

## Composición y recepción.
El destinatario original de la obra fue el gran pianista Carl Tausig, un virtuoso del instrumento.
El título original de Brahms era Estudios para piano: variaciones sobre un tema de Paganini. El autor pretendía que la obra fuera algo más que un ciclo de variaciones sobre un tema y, de hecho, cada variación tiene las características de un estudio.
La obra consta de dos libros, cada uno de los cuales se abre con el tema paganiniano, seguido de catorce variaciones. La variación final de cada libro es particularmente virtuosa y espectacular. Hay que tener en cuenta que el propio Brahms era un gran pianista virtuoso.
Tras su aparición, la obra también fue muy discutida por los partidarios de Brahms, incluida la propia Clara Schumann; a algunos, de hecho, les parecía una mera exhibición de virtuosismo técnico por sí mismo, no respaldado por una necesidad expresiva real. En realidad Brahms concibió su obra como una reflexión sobre el significado histórico de las investigaciones realizadas en su época por Paganini, que se centraron principalmente en la sonoridad instrumental, más que en la armonía, la forma o la invención temática
Entre las mejores interpretaciones modernas de esta obra, destaca la del gran Arturo Benedetti Michelangeli, aunque no es una versión textual: de hecho, Michelangeli omitió realizar algunas variaciones, cambió el orden de otras y, en ocasiones, hizo una versión reelaborada y reducida de la variación final del segundo libro. Otras interpretaciones notables son las de Julius Katchen, Claudio Arrau y Lilya Zilberstein.

## Estructura

### Primer libro
- Tema. Non troppo Presto. (La menor)
- Variación I. (La menor)
- Variación II. (La menor)
- Variación III. (La menor)
- Variación IV. (La menor)
- Variación V. Espressivo (La menor)
- Variación VI. (La menor)
- Variación VII. (La menor)
- Variación VIII. (La menor)
- Variación IX. (La menor)
- Variación X. (La menor)
- Variación XI. Andante (La mayor)
- Variación XII. (La mayor)
- Variación XIII. Vivace y scherzando (La menor)
- Variación XIV. Allegro (La menor), Con fuoco, Presto ma non troppo

### Segundo libro
- Variación I. (La menor)
- Variación II. Poco animato (La menor)
- Variación III. Piano y leggiero (La menor)
- Variación IV. Poco allegretto (La mayor)
- Variación V. Dolce (La menor)
- Variante VI. Poco più vivace (La menor)
- Variante VII. Leggiero e ben marcato  (La menor)
- Variante VIII. Allegro (La menor)
- Variación IX. (La menor)
- Variación X. Feroce, energico (La menor)
- Variante XI. Vivace (La menor)
- Variación XII. Poco andante (La mayor)
- Variación XIII. Un poco piu andante (La menor)
- Variación XIV. (La menor)